# Quiz für Dich

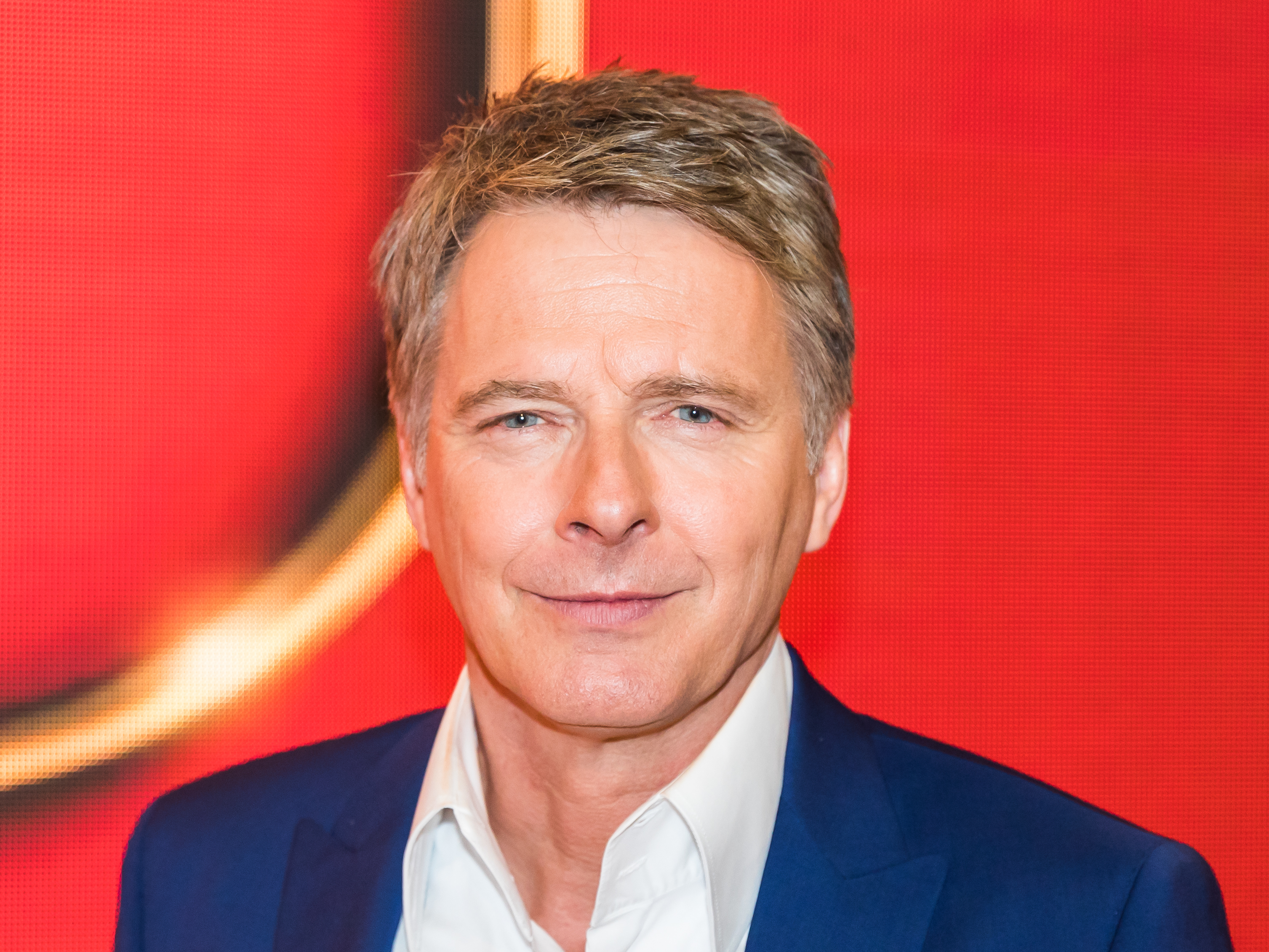
Moderator Jörg Pilawa

Quiz für Dich ist eine Quizsendung, die erstmals ab März 2022 auf Sat.1 ausgestrahlt wurde. Moderator der Sendung ist Jörg Pilawa, für den diese Sendung die erste seit dem Wechsel zu Sat.1 ist.

## Produktion und Konzept
Die Sendung wird von der durch Moderator Jörg Pilawa gegründeten Herr P. GmbH live on tape in den EMG Studios in Hürth bei Köln aufgezeichnet.
Das Konzept kommt vom Unternehmen Talpa Concepts des TV-Produzenten John de Mol. In den Niederlanden wird das Original „Deze quiz is voor jou“ von dessen Schwester Linda de Mol moderiert.

## Spielablauf
Ziel des Spiels ist es, ehrenamtlich tätige Menschen mit einem Geldgewinn zu überraschen. Die Gewinner befinden sich nicht im Studio, sondern sitzen unter einem Vorwand bei Freunden und werden während der Aufzeichnung mit versteckten Kameras gefilmt. Am Ende einer Spielrunde schaltet sich das Fernsehgerät in der Wohnung der Freunde automatisch ein und Jörg Pilawa erscheint, der die Gewinner per Videobotschaft über ihr Glück informiert.
Jede Sendung besteht aus zwei Runden, pro Runde wird immer ein Gewinner beschenkt. In jeder Runde spielen zwei Teams, die aus je zwei Prominenten bestehen, gegeneinander. Sie müssen zunächst 20 Quizfragen beantworten, die aus den Bereichen Allgemeinbildung, Musik, Logik und Mathematik entnommen sind. Jeder Kandidat bekommt pro richtiger Antwort 100 Euro gutgeschrieben. Somit sind – wenn alle vier Kandidaten alles richtig machen – in der Vorrunde maximal 8.000 Euro möglich.
Das bessere Team kommt ins Finale, bei Gleichstand entscheidet eine Stichfrage. Das vom Verliererteam erspielte Geld ist aber nicht verloren, sondern wird dem Gewinnerteam übertragen. Anschließend wird das Finale gespielt, das dem Kinderspiel Memory nachempfunden ist: Das erfolgreichere Team hat 20 Sekunden lang Zeit, sich 24 durchnummerierte Bilder (z. B. Fotos von berühmten Schauspielern) zu merken. Anschließend liest Pilawa Hinweise vor, auf die die Kandidaten mit der Nummer des jeweiligen Bildes antworten müssen. Für jedes richtig erratene Bild gibt es nochmal 1.000 Euro, werden alle 24 Bilder richtig gelöst, können (inkl. des Geldes aus der Vorrunde) bis zu 32.000 Euro erspielt werden können, die dem sozial engagierten Gewinner überreicht werden.
Das bislang erfolgreichste Team bestand aus den Schauspielerinnen Natalia Wörner und Anneke Kim Sarnau, die in Runde 1 der zweiten Show mit 31.200 Euro dem Maximalgewinn sehr nahe kamen.
Wie im niederländischen Original, sollten Zuschauer ursprünglich auch bei „Quiz für Dich“ über eine Smartphone-App bei der Sendung mitraten und gewinnen können. Dies wurde jedoch nicht umgesetzt.

## Episoden
| # | Datum          | Runde   | Gewinner   | Gewinn- summe | Richtige im Finale | Teams                                             | Ergebnis in der Vorrunde |
| - | -------------- | ------- | ---------- | ------------- | ------------------ | ------------------------------------------------- | ------------------------ |
| 1 | 9. März 2022   | Runde 1 | Heidi      | 23.700 €      | 18                 | Pierre M. Krause und Ralf Schmitz                 | 2.200 €                  |
| 1 | 9. März 2022   | Runde 1 | Heidi      | 23.700 €      | 18                 | Linda Zervakis und Jeannine Michaelsen            | 3.500 €                  |
| 1 | 9. März 2022   | Runde 2 | Lena       | 20.000 €      | 14                 | Ralf Moeller und Henning Baum                     | 3.200 €                  |
| 1 | 9. März 2022   | Runde 2 | Lena       | 20.000 €      | 14                 | Katarina Witt und Henry Maske                     | 2.700 €                  |
| 2 | 16. März 2022  | Runde 1 | Christiane | 31.200 €      | 24                 | Natalia Wörner und Anneke Kim Sarnau              | 3.700 €                  |
| 2 | 16. März 2022  | Runde 1 | Christiane | 31.200 €      | 24                 | Caroline Frier und Michael Kessler                | 3.500 €                  |
| 2 | 16. März 2022  | Runde 2 | Sandra     | 27.600 €      | 21                 | Jürgen von der Lippe und Torsten Sträter          | 3.200 €                  |
| 2 | 16. März 2022  | Runde 2 | Sandra     | 27.600 €      | 21                 | Anna Schudt und Moritz Führmann                   | 3.400 €                  |
| 3 | 23. März 2022  | Runde 1 | Jana       | 25.000 €      | 20                 | Mario Basler und Stefan Effenberg                 | 1.900 €                  |
| 3 | 23. März 2022  | Runde 1 | Jana       | 25.000 €      | 20                 | Mareile Höppner und Marlene Lufen                 | 3.100 €                  |
| 3 | 23. März 2022  | Runde 2 | Theo       | 19.800 €      | 14                 | Arabella Kiesbauer und Laura Karasek              | 2.800 €                  |
| 3 | 23. März 2022  | Runde 2 | Theo       | 19.800 €      | 14                 | Leonard Lansink und Oliver Korittke               | 3.000 €                  |
| 4 | 30. März 2022  | Runde 1 | Bettina    | 26.300 €      | 20                 | Pascal Hens und Franziska van Almsick             | 3.100 €                  |
| 4 | 30. März 2022  | Runde 1 | Bettina    | 26.300 €      | 20                 | Meret Becker und Ben Becker                       | 3.200 €                  |
| 4 | 30. März 2022  | Runde 2 | Magdalena  | 18.300 €      | 13                 | Stefanie Hertel und Sonia Liebing                 | 2.900 €                  |
| 4 | 30. März 2022  | Runde 2 | Magdalena  | 18.300 €      | 13                 | Max von Thun und Friedrich von Thun               | 2.400 €                  |
| 5 | 6. April 2022  | Runde 1 | Horst      | 17.200 €      | 12                 | Christian Berkel und Andrea Sawatzki              | 2.400 €                  |
| 5 | 6. April 2022  | Runde 1 | Horst      | 17.200 €      | 12                 | Louis Klamroth und Peter Lohmeyer                 | 2.800 €                  |
| 5 | 6. April 2022  | Runde 2 | Yvonne     | 25.700 €      | 19                 | Stefanie Stappenbeck und Aylin Tezel              | 3.600 €                  |
| 5 | 6. April 2022  | Runde 2 | Yvonne     | 25.700 €      | 19                 | Judith Williams und Georg Kofler                  | 3.100 €                  |
| 6 | 13. April 2022 | Runde 1 | Sonja      | 26.200 €      | 19                 | Uwe Ochsenknecht und Wilson Gonzalez Ochsenknecht | 3.100 €                  |
| 6 | 13. April 2022 | Runde 1 | Sonja      | 26.200 €      | 19                 | Tahnee und Michael Mittermeier                    | 4.100 €                  |
| 6 | 13. April 2022 | Runde 2 | Jürgen     | 28.000 €      | 21                 | Sasha und Michi Beck                              | 3.700 €                  |
| 6 | 13. April 2022 | Runde 2 | Jürgen     | 28.000 €      | 21                 | Jasmin Tabatabai und Emilia Schüle                | 3.300 €                  |

1. ↑  Eigentlich betrug die Gewinnsumme nur 19.900 Euro, wurde aber auf 20.000 Euro aufgerundet.

Legende
orange = siegreiches Team in Runde

## Einschaltquoten
Das Quiz für Dich konnte in der ersten Staffel durchschnittlich 1,51 Millionen Zuschauer verbuchen – rund eine Million weniger als vergleichsweise bei Pilawas Quizduell im Ersten, vor dessen Wechsel zu Sat.1, einschalteten, das dazu noch am Vorabend lief.
| Ausgabe | Datum         | Zuschauer | Zuschauer       | Marktanteil | Marktanteil     | Quelle |
| Ausgabe | Datum         | Gesamt    | 14 bis 49 Jahre | Gesamt      | 14 bis 49 Jahre | Quelle |
| ------- | ------------- | --------- | --------------- | ----------- | --------------- | ------ |
| 1       | 9. März 2022  | 1,48 Mio. | 0,42 Mio.       | 5,6 %       | 6,5 %           | [ 6 ]  |
| 2       | 16. März 2022 | 1,47 Mio. | 0,36 Mio.       | 5,4 %       | 5,4 %           | [ 7 ]  |
| 3       | 23. März 2022 | 1,58 Mio. | 0,36 Mio.       | 6,1 %       | 5,8 %           | [ 8 ]  |
| 4       | 30. März 2022 | 1,49 Mio. | 0,43 Mio.       | 5,5 %       | 6,2 %           | [ 9 ]  |
| 5       | 6. Apr. 2022  | 1,58 Mio. | 0,46 Mio.       | 6,0 %       | 7,2 %           | [ 10 ] |
| 6       | 13. Apr. 2022 | 1,43 Mio. | 0,37 Mio.       | 5,5 %       | 6,2 %           | [ 11 ] |